# Portugiesische Eiche
Die Portugiesische Eiche (Quercus faginea), auch Zenneiche genannt, ist eine Pflanzenart aus der Gattung der Eichen (Quercus) in der Familie der Buchengewächse (Fagaceae).

## Beschreibung

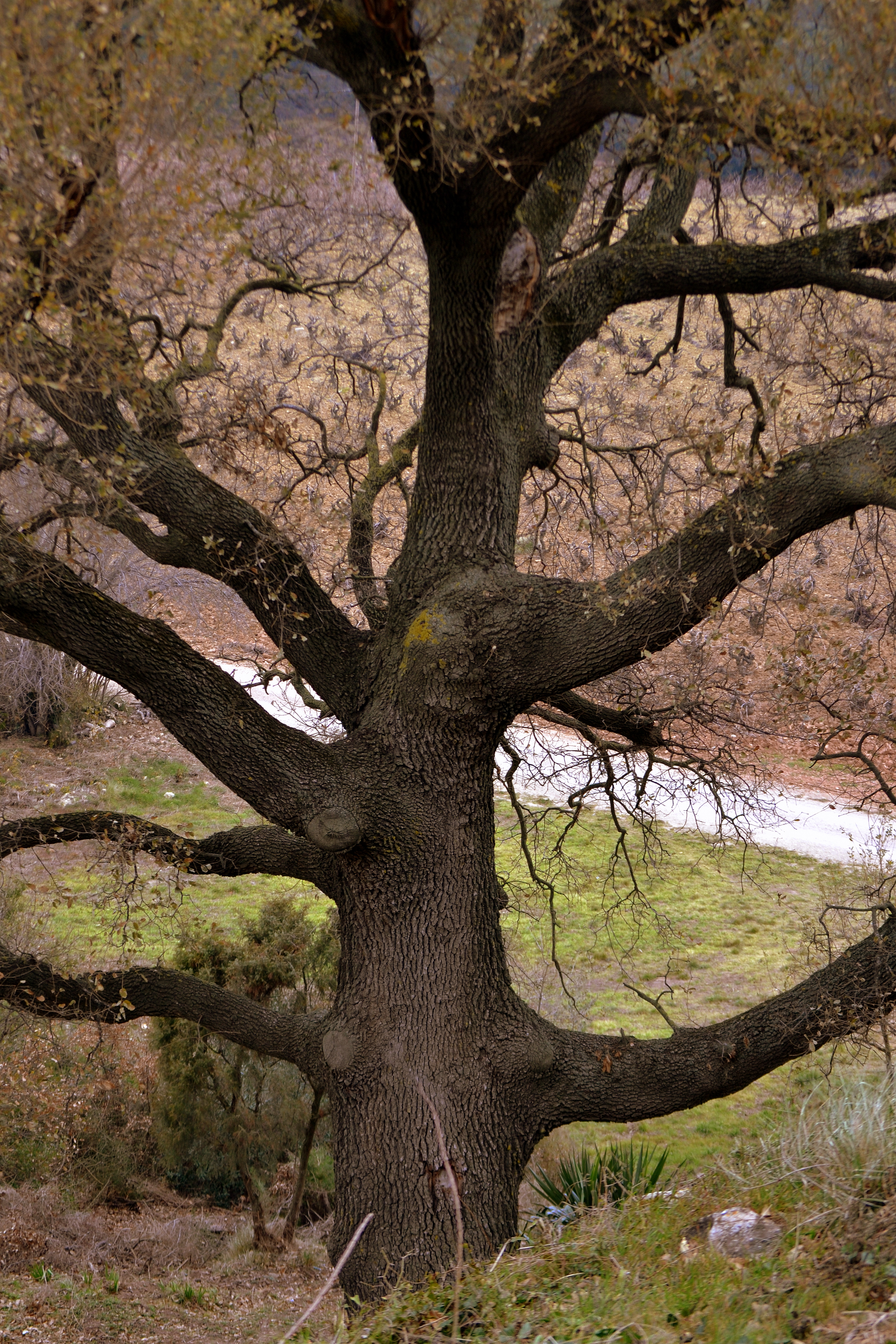
Stamm mit Borke und Äste

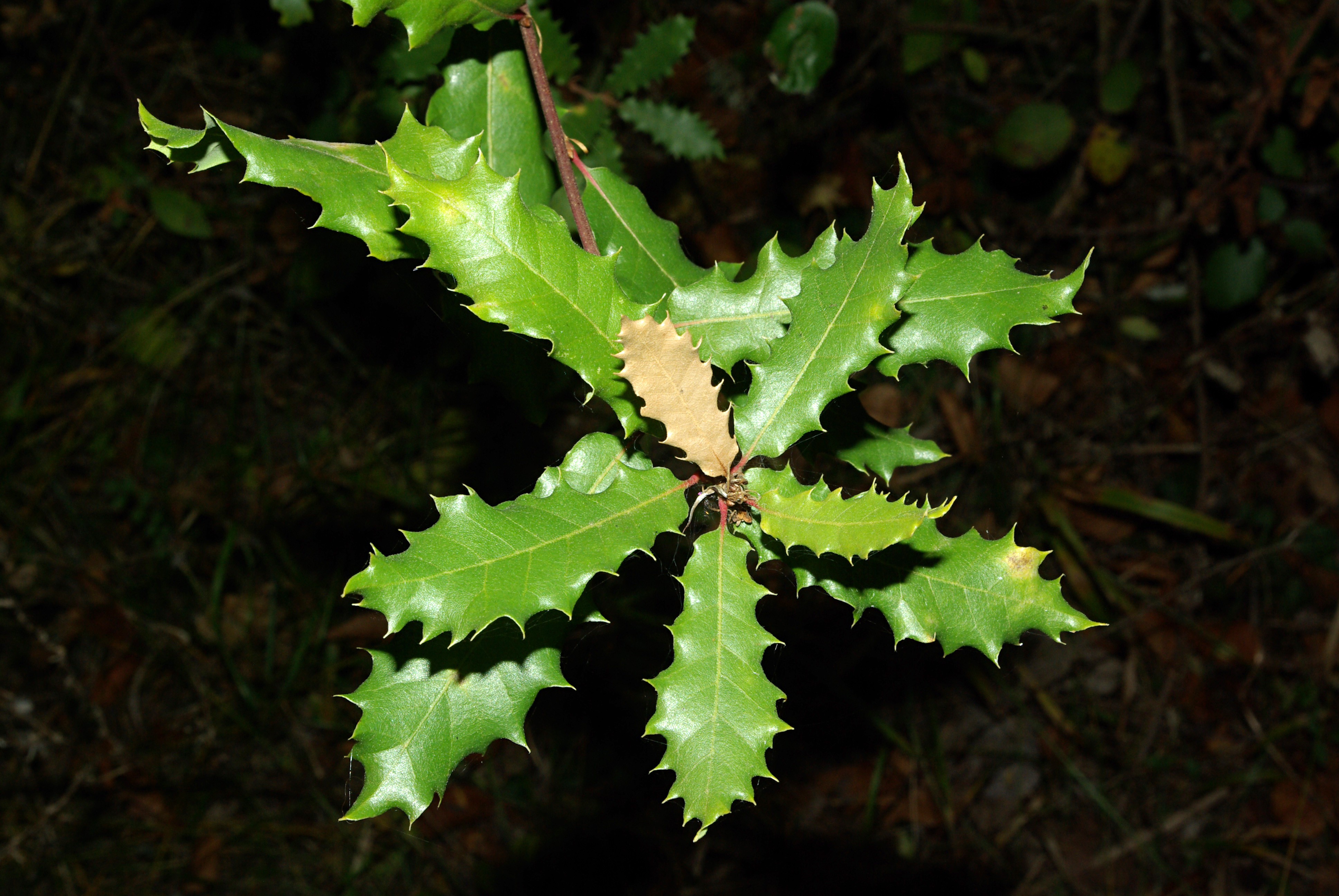
Zweig mit Laubblättern

### Vegetative Merkmale
Quercus faginea ist ein mittelgroßer laubwerfender bis halbimmergrüner Strauch oder Baum, der Wuchshöhen von bis über 20 Metern und Stammdurchmesser von bis über 80 Zentimetern, selten bis über 2 Metern erreicht. Die rissige Rinde ist graubraun. Die Bäume erreichen ein Alter bis zu 600 Jahren. Quercus faginea ist sehr langlebig und kann einige hundert Jahre alt werden.
Die wechselständig an den Zweigen angeordneten Laubblätter sind in Blattstiel und -spreite gegliedert. Der Blattstiel ist 4 bis 20 Millimeter lang. Die stachelspitzige und ledrige Blattspreite ist bei einer Länge von 4 bis 10 Zentimetern sowie einer Breite von 1,2 bis 4 Zentimetern eiförmig, elliptisch oder verkehrt-eiförmig-länglich (selten bis 15 Zentimeter lang und 5 Zentimeter breit), glänzend dunkelgrün bis grau-grün auf der Oberseite und unterschiedlich stark behaart und daher gräulich-weiß unterseits; die Blattränder verfügen über fünf bis zwölf Paar unregelmäßiger, stacheliger Zähne. Die Blätter werden typischerweise im Mittel- bis Spätwinter abgeworfen.

### Generative Merkmale
Die Blütezeit reicht von März bis April, an den meisten Standorten vor der Blütezeit der Steineiche, die in denselben Gebieten vorkommt. Die Blüten sind in Kätzchen angeordnet. Die männlichen Kätzchen sind schlank, hängend und enthalten viele Blüten. Die weiblichen Kätzchen enthalten wenige Blüten.
Die Eicheln sind oval bis eiförmig, 2 bis 2,5 Zentimeter lang und reifen im Verlauf von 6 Monaten, so dass sie im September oder Oktober abfallen.
Die Chromosomenzahl beträgt 2n = 24.

## Ökologie
Die Bestäubung erfolgt durch den Wind.
Quercus faginea entwickelt, vergleichbar mit anderen Arten, Pflanzengallen durch schmarotzende Gallwespen. Die Gallen sind braun, 1 bis 2 Zentimeter im Durchmesser und sind durch ein schwammartiges, korkiges Inneres gekennzeichnet.

## Systematik und Vorkommen
Die Erstveröffentlichung von Quercus faginea erfolgte 1785 durch Jean-Baptiste Lamarck in Encyclopédie Méthodique, Botanique, 1, Seite 725. Das Artepitheton faginea bezieht sich auf eine Ähnlichkeit der Laubblätter zu Buchen (Fagus). Ein Homonym ist Quercus faginea Ten. (von Michele Tenore 1831 in Sylloge Plantarum Vascularium Florae Neapolitanae, Seite 469 veröffentlicht). Synonyme für Quercus faginea Lam. sind: Quercus lusitanica subsp. faginea (Lam.) A.DC., Quercus faginea subsp. eufaginea A.Camus, Quercus faginea var. vulgaris A.Camus.
Quercus faginea gehört zur Sektion Quercus in der Untergattung Quercus innerhalb der Gattung Quercus.
Quercus faginea bildet oft Hybride mit Arten wie Quercus canariensis und Flaumeiche (Quercus pubescens), wodurch die Bestimmung oft unsicher ist.
Von Quercus faginea gibt es je nach Autor zwei oder drei Unterarten, eine endgültige Klärung steht aber noch aus:
- Quercus faginea Lam. subsp. faginea (Syn.: Quercus alpestris Boiss., Quercus lusitanica var. brevipetiolata A.DC., Quercus lusitanica subsp. alpestris (Boiss.) Nyman, Quercus lusitanica var. alpestris (Boiss.) Cout., Quercus faginea var. subpinnatifida (Cout.) A.Camus, Quercus alpestris var. microcarpa (Cout.) A.Camus, Quercus alpestris var. salicifolia (Cout.) A.Camus, Quercus alpestris var. vulgaris (Cout.) A.Camus, Quercus faginea var. brevicupulata (Cout.) A.Camus, Quercus faginea var. bullata (Cout.) A.Camus, Quercus faginea var. spinifolius Sennen ex A.Camus, Quercus faginea var. suboccultata (Cout.) A.Camus, Quercus ×villariana A.Camus, Quercus lusitanica var. salicifolia (Cout.) C.Vicioso, Quercus lusitanica var. suboccultata (Cout.) C.Vicioso, Quercus lusitanica var. vulgaris (Cout.) C.Vicioso, Quercus faginea var. salicifolia (Cout.) Franco & Vasc., Quercus faginea subsp. alpestris (Boiss.) Maire):[7] Sie kommt auf der Iberischen Halbinsel und auf Mallorca vor.[7] Sie gedeiht bis in Höhenlagen von 1900 Metern und in verschiedenen Klimaten und Böden.
- Quercus faginea subsp. maroccana (Braun-Blanq. & Maire) F.M.Vázquez & Coombes (Syn.: Quercus lusitanica var. maroccana Braun-Blanq. & Maire, Quercus faginea var. maroccana (Braun-Blanq. & Maire) Maire, Quercus ×tlemcenensis var. maroccana (Braun-Blanq. & Maire) Villar, Quercus maroccana (Braun-Blanq. & Maire) Villar, Quercus faginea var. submembranacea (Cout.) A.Camus, Quercus lusitanica var. submembranacea (Cout.) C.Vicioso): Diese Neukombination erfolgte 2016. Die Unterart kommt in Spanien, im südlichen Portugal und in Marokko vor.[7]
- Quercus faginea subsp. oscensis (P.Monts.) F.M.Vázquez (Syn.: Quercus faginea var. oscensis P.Monts.): Sie kommt im nördlichen Spanien vor.[7]

- Die vor 1991 als Unterart angesehene Quercus faginea subsp. broteroi (Cout.) A.Camus (Syn.: Quercus broteroi (Cout.) Rivas Mart. & Sáenz de Rivas) wird als eine eigene Art angesehen  →  Quercus tlemcenensis ((A.DC.) Trab. non Villar): Sie kommt in Nordwest-Afrika und im Südwesten der Iberischen Halbinsel vor.[7]

### Trivialnamen
Trivialnamen in unterschiedlichen Sprachen sind:
- Katalanisch: roure de fulla petita, galler, roure garriguenc, roure valencià
- Spanisch: quejigo, roble carrasqueño, roble valenciano
- Arabisch: سنديان زاني , DMG-Umschrift sindiyān zānī

## Nutzung
Das Holz wird als Feuer- und Bauholz genutzt. Die Eicheln finden in der Eichelmast der Iberischen Schweine zur Produktion des Jamón Ibérico Verwendung. Gelegentlich wird die Portugiesische Eiche als Zierpflanze verwendet.